# 라마단 압델 레힘 만수르
라마단 압델 레힘 만수르(رمضان عبدالرحيم منصور, Ramadan Abdel Rehim Mansour, 1980~2010)는 이집트의 연쇄 살인자이다. 알투르비니(التوربيني)라는 별명으로도 알려져 있다.
갱단을 조직하여 약 7년의 기간에 걸쳐 이집트 각지를 돌아다니며 최소 32명을 성폭행하고 살해했다. 피살자들은 모두 10세에서 14세 사이로, 대부분이 남자였으며 그 중에는 만수르의 부하도 한 사람 포함되어 있었다. 2006년에 갱단 조직원들과 함께 체포되어 사형을 선고받았다. 2010년 사형이 집행되었다.